# Кызыл-Арслан
Кызыл-Арслан (перс. قزیل/قزل ارسلان‎; ) — 3-тий Великий Ата-Бек т.е. Отец Вождей или Отец Воевод исторического Азербайджана (1186—1191), Правитель Государства Ильдегизидов. Также — Султан Ирака в 1191 году.

## Приход к власти
Пришедший к власти после Мухаммеда Джахана Пехлевана Кызыл-Арслан долгое время боролся с дворовой оппозицией и крупными феодальными группировками, которые стремились захватить престол. В борьбе против Кызыл-Арслана объединился Тогрул III, формально носивший титул султана и недовольные сельджукские эмиры а также жена Мухаммеда Джахана Пехлевана Инандж Хатун а также племянники Гутлуг Инандж и Амир Амиран Омар.
В 1190 году Кызыл-Арслан победил в сражении и взял в плен Тогрула III и его сына Меликшаха. В 1191 году Кызыл Арслан с согласия Халифа Ан-Насира провозгласил себя султаном.

## Правление

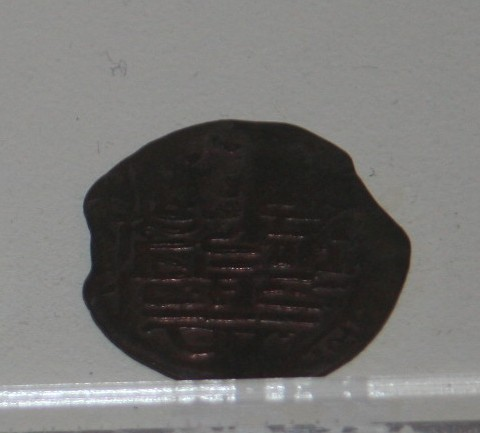
Медный дирхам Кызыл-Арслана. Музей истории Азербайджана, Баку

Кызыл-Арслан укрепил своё положение и вскоре снова подчинил центральной власти государство Ширваншахов, правителей Рея, Исфагана, Фарса и Хузистана, которые, пользуясь благоприятной обстановкой во время феодальных междусобиц, вышли из подчинения Эльденизов. Сложилась благоприятная обстановка для экономического и культурного развития страны.
Кызыл-Арслану классик персидской поэзии Низами Гянджеви посвятил свою вторую поэму «Хосров и Ширин».

## Смерть
Политическая стабильность, вызванная политикой Кызыл-Арслана, продолжалась недолго. Крупные феодалы и Инандж Хатун, недовольные усилением центральной власти устроили заговор и убили Кызыл-Арслана. Начались междоусобицы в результате власть захватил Абу Бакр.